# Abdu Usman Abubakar
Abdu Usman Abubakar (* 14. August 1954) ist ein nigerianischer Diplomat.
Abubakar war nach dem Studium zunächst als Lehrer tätig, bevor er in den Auswärtigen Dienst eintrat. Er war bei der Ständigen Vertretung seines Landes bei den Vereinten Nationen in Genf sowie an den nigerianischen Botschaften in Buenos Aires (Argentinien) und Pretoria (Südafrika) beschäftigt. Zwischen 2007 und 2011 arbeitete Abubakar als Protokollchef und Dolmetscher für den Präsidenten Nigerias. Seit dem 19. Oktober 2011 ist er als außerordentlicher und bevollmächtigter Botschafter der Bundesrepublik Nigeria in Berlin (Bundesrepublik Deutschland) akkreditiert. 